# Empoasca chapingo
Empoasca chapingo är en insektsart som beskrevs av Ross 1963. Empoasca chapingo ingår i släktet Empoasca och familjen dvärgstritar. Inga underarter finns listade i Catalogue of Life.